# 프로당구협회
프로당구협회(프로撞球協會, Professional Billiards Association, PBA)는 대한민국의 프로 당구를 관할하는 스포츠 행정 기구이다. PBA 투어, PBA 팀리그를 주관한다.

## 2024-2025 PBA 팀리그 참가팀
- 웰컴저축은행 웰컴피닉스
- 에스와이 빌더스
- SK렌터카 다이렉트
- NH농협카드 그린포스
- 우리금융캐피탈 우리WON위비스
- 크라운해태 라온
- 하나카드 하나페이
- 하이원 위너스
- 휴온스 헬스케어 레전드

## 같이 보기
- 대한당구연맹
- 한국대학당구연맹